# 欧日地区巴鲁
欧日地区巴鲁（法語：Barou-en-Auge，法語發音：[baʁu ɑ̃.n‿oʒ] ⓘ）是法国卡尔瓦多斯省的一个市镇，属于卡昂区。

## 地理
欧日地区巴鲁（48°55'56"N, 0°2'40"W）面积8.35 平方千米，位于法国诺曼底大区卡爾瓦多斯省，该省份为法国西北部沿海省份，北濒大西洋英吉利海峡，东北与滨海塞纳省以海上边界相接，东临厄尔省，南至奧恩省，西与芒什省接壤。
与欧日地区巴鲁接壤的市镇（或旧市镇、城区）包括：卢瓦尼、莫尔托-库利伯夫、欧日地区诺雷、欧日地区圣皮埃尔。

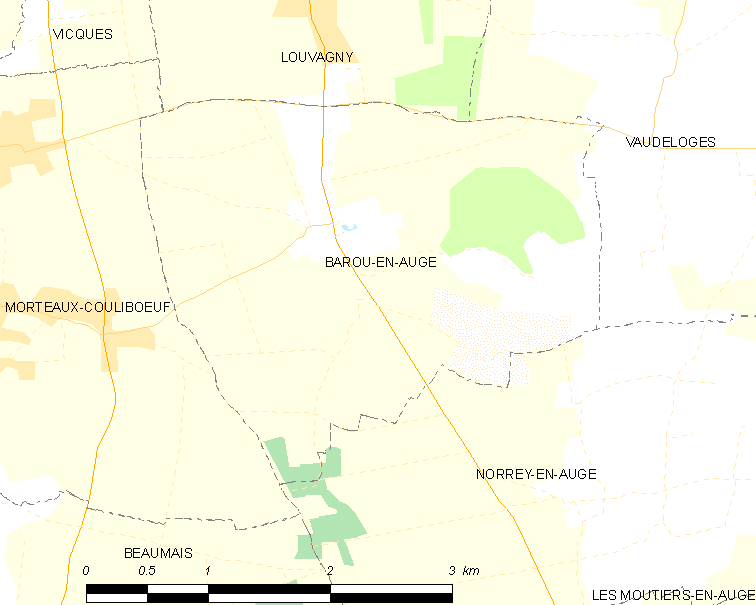
欧日地区巴鲁的OSM定位图

欧日地区巴鲁的时区为UTC+01:00、UTC+02:00（夏令时）。

## 行政
欧日地区巴鲁的邮政编码为14620，INSEE市镇编码为14043。

## 政治
欧日地区巴鲁所属的省级选区为法莱斯县。

## 人口

1962-2008年间欧日地区巴鲁人口变化图示

欧日地区巴鲁于2022年1月1日时的人口数量为64人。